# テン (バンド)
テン (ten) は、イングランド出身のハードロック・バンド。
デビュー当初は日本で人気を博し、1990年代末から欧米からの支持も広げた。リーダーはゲイリー・ヒューズが務め、全面的なプロデュースも担っている。

## 背景・略歴
1995年、ソロ・シンガーとして活動していたマルチプレイヤーのゲイリー・ヒューズ (ボーカル)が、ソロ・アルバムの制作過程で招いていたゲストプレイヤー、ヴィニー・バーンズ (ギター) グレッグ・モーガン (ドラム)の両名と意気投合し、そのままバンド結成に至ったのが始まり。その制作したマテリアルが、ファースト及びセカンド・アルバムに使用された。
セカンド・アルバム発表後から、リズムギター、ベーシスト、キーボーディストが正式加入し、以降は6人編成が基本となる。短いスパンでアルバムを発表しながら精力的に活動し、特に日本で人気を博した。
4thアルバム『スペルバウンド』から全米でもメジャー・デビュー。そしてラインナップの変遷を経ながら、2005年の結成10周年頃を目途に主要メンバーが脱退。ヒューズはゲスト・プレイヤーを招くなど変則編成で継続するも、翌年のアルバム・リリースを最後に活動が停止する。
2010年、ヒューズは4年ぶりにバンド活動を再開し、翌年に復活アルバム『ストームウォーニング』を発表。その後、メンバーも新旧交えた7人編成の大所帯になり、2015年に結成20周年を迎えた。

## スタイル
元々はゲイリー・ヒューズのサード・ソロ・アルバム制作が原点であり、ヒューズのハードロック志向が色濃く反映されている。叙事的でメロディアスなサウンドが多くファンタジックな面もあり、正統派のブリティッシュ・ハードロックと位置付けられている。プロデュースも本人が全面を担っており、展開次第では作品のリリース間隔が非常に短い場合もある。

## メンバー

### 現ラインナップ
（バンド公式サイトを参照）
- ゲイリー・ヒューズ (Gary Hughes) - ボーカル (1995年- )
- ダン・ロシンガナ (Dann Rosingana) - リードギター (2013年- )
- スティーヴ・グロコット (Steve Grocott) - リードギター (2013年- )
- スティーヴ・マッケンナ (Steve Mckenna) - ベース (1996年-2005年, 2011年- )
- ダレル・トリース＝バーチ (Darrel Treece-Birch) - キーボード (2011年- )
- クレイグ・ウォーカー (Craig Martin Walker) - ドラムス (2023年- )

### 旧メンバー
- ヴィニー・バーンズ (Vinny Burns) - リードギター (1995年-2001年)
- グレッグ・モーガン (Greg Morgan) - ドラムス (1995年-2005年)
- ジョン・ハリウェル (John Halliwell) - リズムギター (1995年-2020年代不明)
- ジェド・ライランズ (Ged Rylands) - キーボード (1995年-1999年)
- マーティン・シェルトン (Martin Shelton) - ベース (1995年-1996年)
- アンドリュー・ウェッブ (Andrew Webb) - ベース (1996年)
- ドン・エイリー (Don Airey) - キーボード (1999年-2000年)
- ポール・ハドソン (Paul Hodson) - キーボード (2000年-2011年)
- クリス・フランシス (Chris Francis) - リードギター (2001年-2008年)
- リー・モリス (Lee Morris) - ドラムス (2005年)
- フランク・バジーレ (Frank Basile) - ドラムス (2005年-2006年)
- ニール・フレイザー (Neil Fraser) - リードギター (2010年-2011年)
- マーク・サムナー (Mark Sumner) - ベース (2010年-2011年)
- マーク・ゾンダー (Mark Zonder) - ドラムス (2010年-2011年)
- ダン・ミッチェル (Dan Mitchell) - リードギター (2011年-2013年)
- マックス・イェーツ (Max Yates) - ドラムス (2011年-2018年)
- マルクス・クルマン (Markus Kullmann) - ドラムス (2021年-2022年)

## ディスコグラフィ

### スタジオ・アルバム
- 『テン』 - X (1996年)
- 『ザ・ネーム・オヴ・ザ・ローズ』 - The Name of the Rose (1996年)
- 『ザ・ローブ』 - The Robe (1997年)
- 『スペルバウンド』 - Spellbound (1998年)
- 『バビロン』 - Babylon (2000年)
- 『ファー・ビヨンド・ザ・ワールド』 - Far Beyond the World (2001年)
- 『リターン・トゥ・エヴァーモア』 - Return to Evermore (2004年)
- 『ザ・トワイライト・クロニクルス』 - The Twilight Chronicles (2006年)
- 『ストームウォーニング』 - Stormwarning (2011年)
- 『ヘレシー・アンド・クリード』 - Heresy and Creed (2012年)[4]
- 『アルビオン』 - Albion (2014年)[5]
- 『イスラ・デ・ムエルタ』 - Isla De Muerta (2015年)[6]
- 『ゴシカ』 - Gothica (2017年)[7]
- 『イルミナティ』 - Illuminati (2018年)[8]
- 『ヒア・ビー・モンスターズ』 - Here Be Monsters (2022年)
- 『サムシング・ウィキッド・ディス・ウェイ・カムズ』 - Something Wicked This Way Comes (2023年)

### ライブ・アルバム
- 『ネヴァー・セイ・グッバイ - ライヴ・アルバム』 - Never Say Goodbye (1998年)

### コンピレーション・アルバム
- The Best of Ten 1996–1999 (1999年)
- 『「TEN」+「ザ・ネーム・オブ・ザ・ローズ」』 - Ten/The Name of the Rose (1999年)
- 『ザ・ローブ+ボーナス・コレクション』 - The Robe/Bonus Collection (1999年)
- 『エッセンシャル・コレクション 1995-2005』 - The Essential Collection 1995–2005 (2006年)
- Battlefield (2016年)
- Opera Omnia (2016年)

### EP
- The Name of the Rose (1996年)
- The Robe (1997年)
- 『ユー・アー・イン・マイ・ハート』 - You're In My Heart (1997年)
- 『フィアー・ザ・フォース』 - Fear the Force (1999年)
- The Dragon and Saint George (2015年)

### ゲイリー・ヒューズ名義
- Big Bad Wolf (1989年)
- Strength of Heart (1992年)
- 『ゲイリー・ヒューズ』 - Gary Hughes (1992年)
- 『プレシャス・ワンズ』 - Precious Ones (1998年)
- 『イン・ユア・アイズ』 - In Your Eyes (1998年) ※EP
- The Reissues (2000年) ※コンピレーション
- 『ワンス・アンド・フューチャー・キング・パート1』 - Once and Future King Part I (2003年)
- 『ワンス・アンド・フューチャー・キング・パート2』 - Once and Future King Part II (2003年)
- 『ヴェリタス』 - Veritas (2007年)